# Balladonia
Balladonia est un village situé sur l'Eyre Highway en Australie occidentale.
Il s'agit du premier arrêt à l'est de Norseman  lors du voyage vers l'est à travers la plaine de Nullarbor. Entre Balladonia et Caiguna se trouve un tronçon d'autoroute de 146,6 kilomètres qui est l'un des plus longs tronçons de route rectilignes au monde.

## Histoire
Le nom est un mot aborigène signifiant « gros rocher par lui-même ».
La région a été colonisée par les Européens en 1879 et la ferme originale de Balladonia a été construite à 28 kilomètres du lotissement actuel. De 1897 à 1929, Balladonia est une station télégraphique sur le East-West Telegraph, une ligne télégraphique allant de Perth à la ligne télégraphique d'Adélaïde, en raison d'une précédente ligne côtière qui a été court-circuitée par les embruns salés de l'océan Austral.
Le climat aride et le manque de sources d'eau appropriées ont limité le développement de la ville.
En juillet 1979, la région a attiré l'attention du monde entier lorsque la rentrée de la station spatiale Skylab a laissé une traînée de débris dans la campagne voisine.